# Jo Röpcke-award
De Jo Röpcke-award is een Vlaamse filmprijs die sinds 2008 jaarlijks door Knack Focus wordt uitgereikt aan een persoon die een verdienstelijke, opmerkelijke en creatieve bijdrage aan de Vlaamse film heeft geleverd.
De prijsuitreikingsceremonie gaat door in Gent tijdens het Internationaal Filmfestival van Vlaanderen-Gent en bestaat uit een kunstwerk van Karl Meersman
De prijs werd genoemd naar en eert Jo Röpcke, voormalig journalist, filmcriticus, presentator van het VRT-filmmagazine Première en docent aan het Rits.

## Laureaten
- 2008 – Fien Troch voor Unspoken[2]
- 2009 – Felix Van Groeningen voor De helaasheid der dingen[3]
- 2010 – Gust Van den Berghe voor En waar de sterre bleef stille staan[4]
- 2011 – Nicolas Provost voor The Invader[5]
- 2012 – Nicolas Karakatsanis cameraman bij onder andere Linkeroever van Pieter Van Hees, Rundskop van Michaël Roskam en de Amerikaanse remake van Loft van Erik Van Looy.[6]
- 2013 – Caroline Strubbe voor I'm the Same, I'm an Other[7]
- 2014 – Bas Devos voor Violet[8]
- 2015 – Robin Pront voor D'Ardennen[9]
- 2016 – Nico Leunen voor Home en Belgica[10]
- 2017 – Gilles Coulier voor Cargo[11]
- 2018 – Lukas Dhont voor Girl[12]
- 2019 - Frank van den Eeden voor De Patrick[13]
- 2020 - Patrick Deboes als uitbater van de Sphinx-cinema te Gent.[14]
- 2021 - Ruben Impens, cameraman.[15]
- 2022 - Dirk Impens, producent[16]
- 2023 - Tim Mielants, regisseur van WIL[17]
- 2024 - Leonardo van Dijl, regisseur van Julie zwijgt[18]